# Apanteles betheli
Apanteles betheli är en stekelart som beskrevs av Henry Lorenz Viereck 1911. Apanteles betheli ingår i släktet Apanteles och familjen bracksteklar. Inga underarter finns listade i Catalogue of Life.